# Краљева Велика
Краљева Велика је насељено место у општини Липовљани, у западној Славонији, Република Хрватска.

## Историја
До нове територијалне организације налазило се у саставу бивше велике општине Новска.

## Становништво
На попису становништва 2011. године, Краљева Велика је имала 471 становника.

## Попис1991.
На попису становништва 1991. године, насељено место Краљева Велика је имало 575 становника, следећег националног састава:
| Попис 1991.‍  | Попис 1991.‍  | Попис 1991.‍ | Попис 1991.‍ | Попис 1991.‍ |
| ------------ | ------------ | ----------- | ----------- | ----------- |
|              |              |             |             |             |
| Хрвати       | Хрвати       |             | 515         | 89,56%      |
| Срби         | Срби         |             | 11          | 1,91%       |
| Словаци      | Словаци      |             | 4           | 0,69%       |
| Словенци     | Словенци     |             | 3           | 0,52%       |
| Југословени  | Југословени  |             | 2           | 0,34%       |
| Муслимани    | Муслимани    |             | 2           | 0,34%       |
| Македонци    | Македонци    |             | 1           | 0,17%       |
| Чеси         | Чеси         |             | 1           | 0,17%       |
| остали       | остали       |             | 1           | 0,17%       |
| неопредељени | неопредељени |             | 6           | 1,04%       |
| непознато    | непознато    |             | 29          | 5,04%       |
| укупно: 575  |              |             |             |             |